# ŽNK Klanjec
ŽNK Klanjec je ženski nogometni klub iz Klanjca.

## Povijest
Ženski nogometni klub Klanjec osnovan je 25. siječnja 2004. godine.
Klub se trenutačno natječe u 2. regionalnoj ženskoj hrvatskoj nogometnoj ligi

## Vanjske poveznice
- Hrvatski nogometni savez